# Mein Schiff 1 (Schiff, 2018)
Die Mein Schiff 1 ist ein Kreuzfahrtschiff der Reederei TUI Cruises. Es wurde am 27. April 2018 in Dienst gestellt, hat eine Länge von etwa 316 Metern und ist für 2894 Passagiere zugelassen. Der Name wurde von dem früheren, gleichnamigen Kreuzfahrtschiff Mein Schiff 1 mit Baujahr 1996 übernommen, das an die Reederei Marella Cruises abgegeben wurde.

## Geschichte

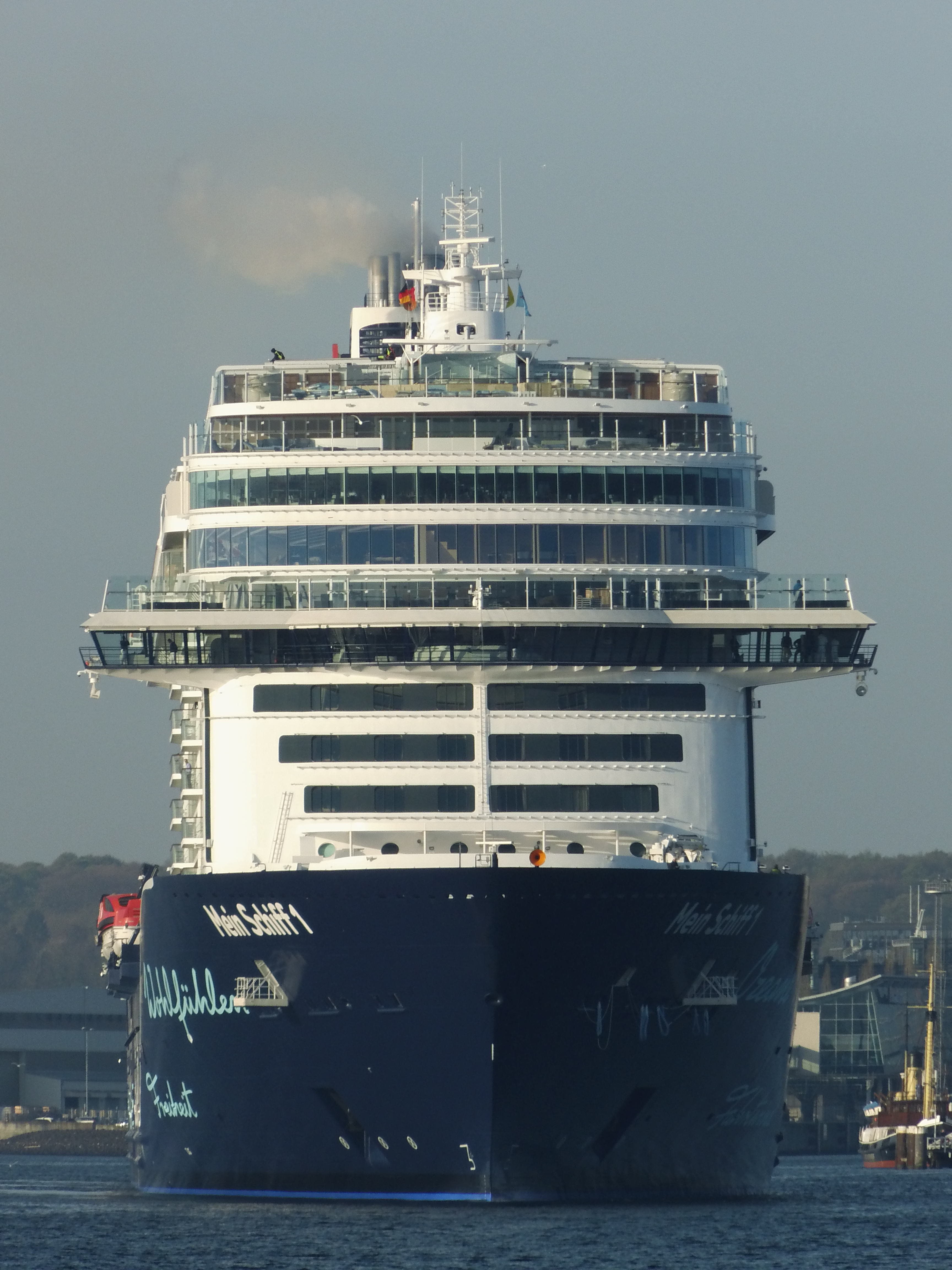
Bugansicht

Am 4. August 2014 vereinbarte die deutsche Meyer Werft die Übernahme einer Mehrheitsbeteiligung an der Werft STX Finland in Turku. Zugleich gab TUI Cruises bekannt, nach der Mein Schiff 3 und der in Bau befindlichen Mein Schiff 4 zwei weitere Schiffe dieser Klasse bei STX Finland zu bestellen (die Mein Schiff 5 und Mein Schiff 6). Nach der deutschen Kartellfreigabe für die Übernahme gab Meyer am 19. September 2014 bekannt, dass die neue Werft Meyer Turku heißen werde. Die beiden Neubestellungen seien zwischenzeitlich wirksam geworden; zudem habe man mit TUI Cruises Optionen über zwei weitere Neubauten vereinbart. Am 1. Juli 2015 wurden diese Optionen in verbindliche Bestellungen umgewandelt. Die neuen Schiffe sollten Mein Schiff 7 und Mein Schiff 8 heißen. In Zusammenhang damit wurde auch beschlossen, die bisherigen Schiffe von TUI Cruises Mein Schiff 1 und Mein Schiff 2 an Thomson Cruises zu übertragen, die 2017 in Marella Cruises umbenannt wurde. Am 23. Juni 2016 gab TUI Cruises schließlich bekannt, dass die beiden Neubauten die Namen Mein Schiff 1 und Mein Schiff 2 übernehmen werden.
Der Bau der Mein Schiff 1 begann mit dem ersten Stahlschnitt am 16. August 2016 unter der Baunummer NB-1392. Die Kiellegung des Neubaus erfolgte am 13. Februar 2017. Gleichzeitig fand an diesem Tag der Baustart der neuen Mein Schiff 2 statt. Am 29. September 2017 fand das Aufschwimmen statt, wobei das Baudock geflutet wurde. Anschließend verließ das Schiff das Baudock. Das Schiff wurde am 25. April 2018 abgeliefert und ging am 27. April 2018 von Kiel erstmals auf Kreuzfahrt.
Die Taufe der neuen Mein Schiff 1 fand im Rahmen des 829. Hamburger Hafengeburtstags am Freitag, den 11. Mai 2018 statt. Die  Taufpatinnen waren Kira Walkenhorst und Laura Ludwig.

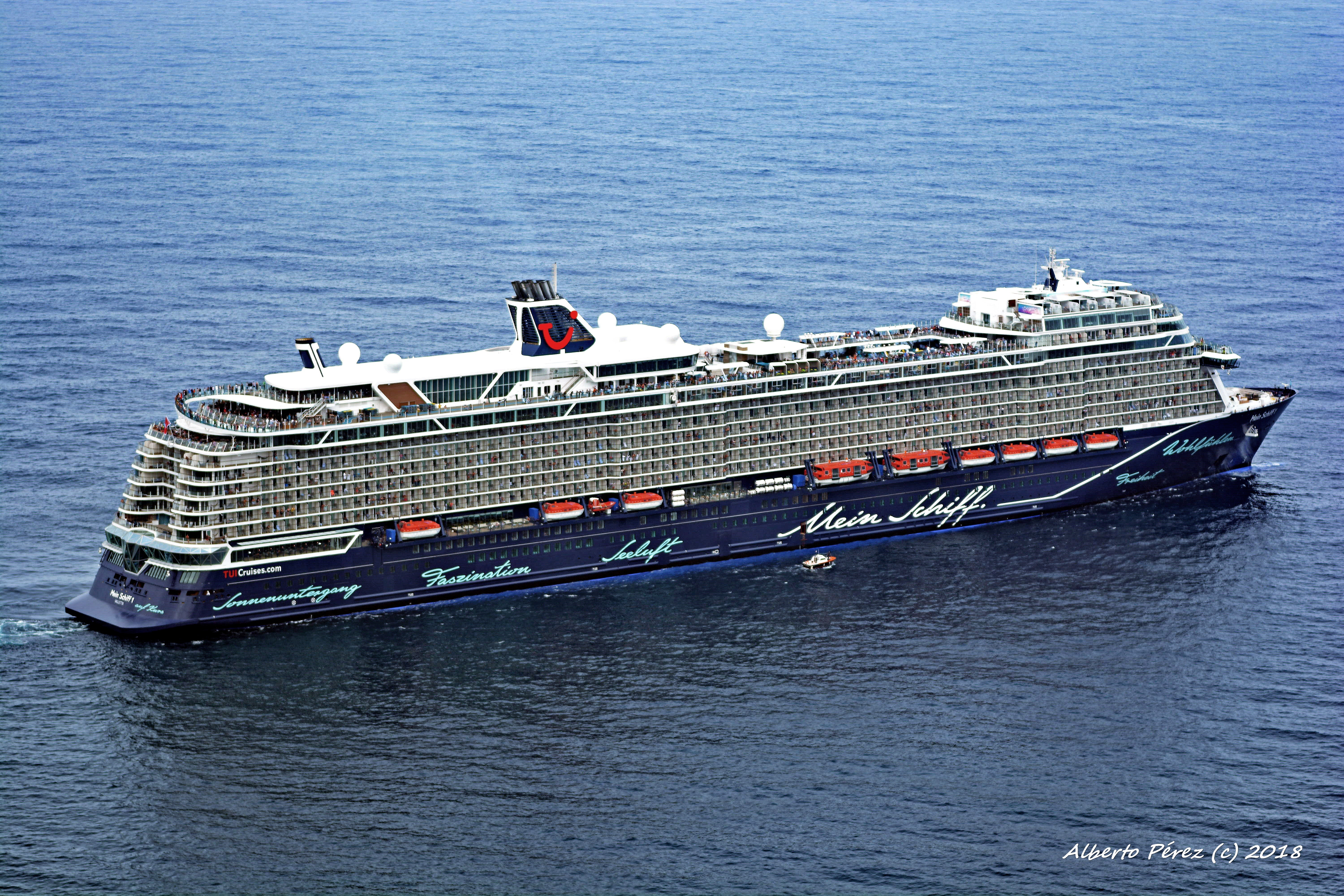
Seitenansicht mit „Diamant“

## Allgemeines

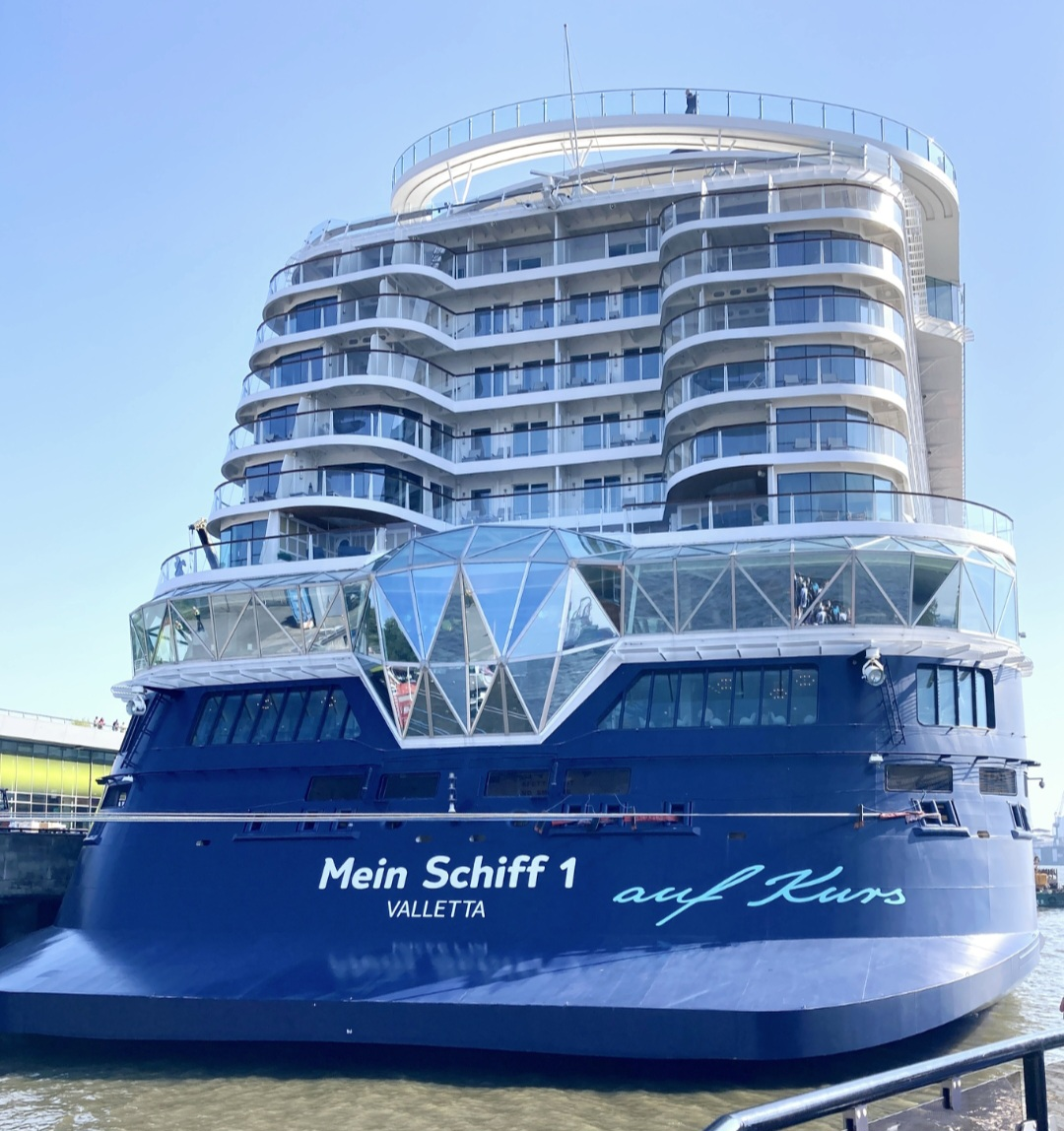
Heckansicht

Die neue Mein Schiff 1 unterscheidet sich, ebenso wie die 2019 folgende neue Mein Schiff 2, von den bisherigen Neubauten von TUI Cruises. Sie sind größer und haben eine veränderte Optik. So sind beispielsweise die beiden Schiffe gut 20 Meter länger und verfügen über 180 Kabinen mehr als die bisherigen vier Neubauten der Reederei.
Auf dem Schiff gibt es einen 25 Meter langen Pool. Ebenfalls ist die Mein Schiff 1 mit einem, im Gegensatz zu den von 2014 bis 2017 in Dienst gestellten Neubauten, vergrößerten Fitness- und Spa-Bereich ausgestattet. Um wetterunabhängig sein zu können, ist die Arena an Bord überdacht. Sie ist als Sportplatz oder als Kino nutzbar. Es gibt an Bord 8 Restaurants und 15 Bars/Lounges.

## Einsatz
In der Premierensaison 2018  führte die Mein Schiff 1 Kreuzfahrten im Nordland, in der Ostsee und dem Baltikum sowie zu den Kanaren durch. Im Winter 2018/2019 folgten neben Kreuzfahrten auf den Kanaren auch solche in Südeuropa und dem Mittelmeer.